# Sidney Beauclerk
Sidney Beauclerk (ur. 27 lutego 1703, zm. 23 listopada 1744) – brytyjski arystokrata i polityk, młodszy syn Charlesa Beauclerka, 1. księcia St Albans (nieślubnego syna króla Karola II Stuarta) i lady Diany de Vere, córki 20. hrabiego Oxford.
Wykształcenie odebrał w Eton College i w Trinity College w Cambridge. W 1733 r. został wybrany do Izby Gmin z okręgu Windsor. Zasiadał tam razem ze swoim starszym bratem Verem Beauclerkiem. W 1740 r. został członkiem Tajnej Rady króla Jerzego II. W tym samym roku został wiceszambelanem Dworu Królewskiego. Urząd ten sprawował do 1742 r.
9 grudnia 1736 r. poślubił Mary Norris, córkę Thomasa Norrisa. Miał z nią syna i córkę:
- Topham Beauclerk (grudzień 1739 - 11 marca 1780)
- Charlotte Beauclerk (ok. 1744 - ?)

Dzięki temu małżeństwu lord Sidney zyskał sporą fortunę i liczne posiadłości ziemskie, oraz opinię łowcy posagów.